# Métalepse
Pour les articles homonymes, voir Métalepse (narratologie).
La métalepse (du grec μετάληψις / metálēpsis, « changement, échange, permutation »,) est une figure de style qui consiste à substituer la cause pour la conséquence. Par exemple, l'expression « Il a perdu sa langue » (le mot « langue » renvoyant en réalité à la « parole ») est une métalepse. Elle constitue donc une substitution d'un mot par un autre, en raison du rapport qui existe entre les deux choses qu'ils désignent, le cas échéant le rapport de cause à conséquence ; la métalepse est donc un type de métonymie.

## Nature et définition
La métalepse est un trope considéré comme une variante de la métonymie, et qui signifie littéralement permutation. Elle consiste à remplacer une chose par une autre qui la précède, la suit ou s'y rattache d'une manière ou d'une autre. La langue parlée comporte des métalepses, par exemple utiliser le verbe « entendre » au sens de « comprendre » ou le verbe « écouter » dans le sens d’« obéir ».
César Chesneau Du Marsais la définit comme « une espèce de métonymie, par laquelle nous pouvons exprimer ce qui suit pour faire entendre ce qui précède ; ou ce qui précède pour faire entendre ce qui suit ; elle ouvre, pour ainsi dire, la porte, dit Quintilien, afin que vous passiez d'une idée à une autre, ex alio in viam præstat, c'est l'antécédent pour le conséquent, ou le conséquent pour l'antécédent, et c'est toujours le jeu des idées accessoire dont l'une réveille l'autre ».
Selon Pierre Fontanier, la métalepse est une variante de la métonymie, excepté qu'elle ne porte que sur une proposition. Elle n'est constituée que d'un seul morphème lexical (comme « table », « chaise », « pied »), au contraire de la métonymie, ce qui l'apparente à un type d'allusion.
Selon Olivier Reboul, la métalepse est une figure consistant à remplacer le nom d’une chose ou d’une personne par une suite de métonymies :
Exemple : « Quand la porte est fermée sur la rue, quand tombe la voix du moulin, quand se tait le chant de l’oiseau […], quand on redoute la montée et qu’on a des frayeurs en chemin… »
Dans cet exemple, la métalepse cumule les métonymies pour exprimer l'idée de la vieillesse, qui est nommée implicitement par ses effets comme la cécité, la surdité, ou la fatigue.

### Métalepse narrative
La narratologie qualifie de métalepses les diverses façons dont le récit de fiction peut enjamber ses propres seuils, internes ou externes. Gérard Genette y voit une « figure par laquelle le narrateur feint d'entrer (avec ou sans son lecteur) dans l'univers diégétique ». Elle a pour effet d’impliquer le lecteur et de le rendre actif dans la lecture du texte.

### Litote de politesse
Selon Henri Suhamy, la métalepse est davantage une litote particulière, dite « de politesse » (ou « de diplomatie »), par exemple : « Je ne veux pas vous déranger plus longtemps » pour signifier : « Je m'en vais ».
Cependant, les deux sens de la phrase sont sans doute signifiés simultanément.

### Exemples
Continuité des parcs : dans cette nouvelle de Julio Cortazar, le lecteur suit un personnage qui lit un roman dont il finit par devenir victime, brouillant ainsi les frontières entre le récit-cadre et le récit enchâssé.
L'Histoire sans fin : dans ce roman de Michael Ende, le protagoniste, Bastien Balthazar Bux, interagit progressivement avec les personnages du livre qu'il lit, devenant finalement un acteur de l'histoire.
Les milles et une nuit : cette œuvre classique utilise la technique du récit dans le récit, créant ainsi plusieurs niveaux narratifs qui s'entremêlent.

## Usage stylistique

### Rapprochement
La métalepse est utilisée pour créer une hyperbole, comme dans : « Vous avez trop bu » (pour exprimer en réalité : « Vous dites des sottises ») ou, à l'inverse, pour constituer un euphémisme, par exemple dire : « Il ne souffre plus » (pour une personne morte). Plus généralement, la métalepse fait « entendre une chose par une autre, qui la précède, la suit ou l'accompagne. Cette chose rattachée à la première s'y rattache ou s'y rapporte de manière à la rappeler aussitôt à l'esprit. »

### Raccourci
La figure constitue un raccourci, référentiel et énonciatif, car elle « associe deux idées sur la base d’une double manipulation : une des deux idées est effacée au profit de l’autre et le passage entre les deux est assuré par un lien — temporel ou logique — nécessaire certes mais implicite, d’où l’effet de raccourci produit par cette figure ». Par là, elle opère un « changement de point de vue sur l’objet du discours », et dont elle naît. La métalepse permet au destinataire d'« inférer quelque chose à partir d’autre chose qui lui est lié par une relation temporelle et/ou logique », ce qui produit un effet de surprise de dimension poétique.

## Genres concernés

### Théâtre
Pierre Fontanier distingue une métalepse dans la permutation de personnages. Phèdre déclare son amour à Thésée, absent du dialogue, mais le destine en fait à Hippolyte :
Quand pourrai-je, au travers d'une noble poussière,

Suivre de l'œil un char fuyant dans la carrière !
— Jean Racine, Phèdre, acte I, scène 3
Ce n'est qu'après que Phèdre a évoqué une comparaison entre le père et le fils, destinée à dévoiler que c'est Hippolyte le véritable destinataire de son amour que la permutation est reconnue :
PHEDRE.

Oui, Prince, je languis, je brûle pour Thésée.

Je l'aime, non point tel que l'ont vu les enfers,

Volage adorateur de mille objets divers,

Qui va du Dieu des morts déshonorer la couche ;

Mais fidèle, mais fier, et même un peu farouche,

Charmant, jeune, traînant tous les cœurs après soi.

Tel qu'on dépeint nos Dieux, ou tel que je vous vois ;
— Jean Racine, Phèdre, acte II, scène 5